# CONCACAF Gold Cup 2009
Der CONCACAF Gold Cup 2009 war die 20. Ausspielung der Kontinentalmeisterschaft im Fußball für Nord-, Mittelamerika und der Karibik und 10. unter der Bezeichnung "Gold Cup" und fand vom 3. bis zum 26. Juli in den USA statt.
Die zwölf teilnehmenden Nationalmannschaften traten zunächst in Gruppenspielen und anschließend im K.-o.-System gegeneinander an. Titelverteidiger war Gastgeber USA, die im Finale des letzten Turniers gegen Mexiko mit 2:1 gewinnen konnte. In den jeweiligen Viertelfinalspielen am 19. Juli bei der Begegnung Guadeloupe gegen Costa Rica und bei der darauffolgenden Partie Mexiko gegen Haiti wurde ein Zuschauerrekord aufgestellt. Nach offiziellen Quellen wohnten 82.252 Menschen den beiden Spielen im Cowboys Stadium in Arlington, Texas bei. Die beiden Begegnungen sind die meistbesuchten in der Geschichte des CONCACAF Gold Cups.
Sieger des CONCACAF Gold Cups 2009 wurde die Mexikanische Fußballnationalmannschaft nach einem 5:0-Sieg gegen die Nationalmannschaft der USA.

## Qualifikation
Die Qualifikation wurde von den drei Regionalverbänden der CONCACAF organisiert:

### Nordamerika (NAFU-Zone)
Alle drei Verbände der NAFU (Kanada, USA, Mexiko) waren für den CONCACAF-Gold Cup gesetzt und brauchten keine Qualifikationsspiele zu bestreiten.

### Zentralamerika (UNCAF-Zone)
Alle sieben Verbände der UNCAF nahmen am UNCAF Nations Cup 2009 teil, der vom 22. Januar bis zum 1. Februar in Panama stattfand. Die ersten fünf Teams waren für den CONCACAF-Gold Cup qualifiziert.

### Karibik (CFU-Zone)
Acht der 30 Verbände der CFU nahmen an der Fußball-Karibikmeisterschaft 2008 teil, die vom 1. bis 17. Dezember 2008 auf Jamaika ausgetragen wurde. Von August 2008 an haben 28 Verbände eine Qualifikation bestritten (Jamaika war als Gastgeber und Haiti als Titelverteidiger gesetzt). Die ersten vier Mannschaften des Caribbean Cups waren für den CONCACAF-Gold Cup qualifiziert.

## Teilnehmer
- Vereinigte Staaten (gesetzt als Gastgeber und Titelverteidiger)
- Kanada (gesetzt)
- Mexiko (gesetzt)
- Panama (1. UNCAF Nations Cup 2009)
- Costa Rica (2. UNCAF Nations Cup 2009)
- Honduras (3. UNCAF Nations Cup 2009)
- El Salvador (4. UNCAF Nations Cup 2009)
- Nicaragua (5. UNCAF Nations Cup 2009)
- Jamaika (1. CFU Caribbean Cup 2008)
- Grenada (2. CFU Caribbean Cup 2008)
- Guadeloupe (3. CFU Caribbean Cup 2008)
- Haiti (5. CFU Caribbean Cup 2008)1

1 Der Vierte des CFU Caribbean Cups, Kuba, zog seine Teilnahme zurück. Daraufhin loste die CFU zwischen den beiden Fünftplatzierten, Haiti und Trinidad und Tobago, den Gold-Cup-Teilnehmer aus.

## Spielorte
| Ort              | Stadion                         | Kapazität | Spiele                |
| ---------------- | ------------------------------- | --------- | --------------------- |
| Carson           | Home Depot Center               | 27.000    | je 2 Gruppenspiele    |
| Columbus         | Columbus Crew Stadium           | 20.100    | je 2 Gruppenspiele    |
| Miami            | FIU Stadium                     | 45.000    | je 2 Gruppenspiele    |
| Seattle          | Qwest Field                     | 67.000    | je 2 Gruppenspiele    |
| Washington, D.C. | RFK Memorial Stadium            | 56.700    | je 2 Gruppenspiele    |
| Foxborough       | Gillette Stadium                | 68.800    | je 2 Gruppenspiele    |
| Oakland          | Oakland-Alameda County Coliseum | 47.400    | je 2 Gruppenspiele    |
| Houston          | Reliant Stadium                 | 71.500    | je 2 Gruppenspiele    |
| Glendale         | University of Phoenix Stadium   | 63.400+   | je 2 Gruppenspiele    |
| Arlington        | Cowboys Stadium                 | 80.000+   | 2 Viertelfinalspiele  |
| Philadelphia     | Lincoln Financial Field         | 68.500    | 2 Viertelfinalspiele  |
| Chicago          | Soldier Field                   | 61.500    | beide Halbfinalspiele |
| East Rutherford  | Giants Stadium                  | 80.000    | Finale                |

## Modus
Die beiden ersten Mannschaften jeder Gruppe qualifizierten sich für das Viertelfinale. Zudem qualifizierten sich die beiden besten Gruppendritten für die Runde der besten acht Mannschaften.

## Vorrunde

### Gruppe A
| Pl. | Land        | Sp. | S | U | N | Tore    | Diff. | Punkte |
| --- | ----------- | --- | - | - | - | ------- | ----- | ------ |
| 1.  | Kanada      | 3   | 2 | 1 | 0 | 004:200 | +2    | 07     |
| 2.  | Costa Rica  | 3   | 1 | 1 | 1 | 004:400 | ±0    | 04     |
| 3.  | Jamaika     | 3   | 1 | 0 | 2 | 001:200 | −1    | 03     |
| 4.  | El Salvador | 3   | 1 | 0 | 2 | 002:300 | −1    | 03     |

|                                       |   |             |           |
| 3. Juli 2009 um 17:00 Uhr in Carson   |   |             |           |
| Kanada                                | – | Jamaika     | 1:0 (0:0) |
| Costa Rica                            | – | El Salvador | 1:2 (0:1) |
| 7. Juli 2009 um 19:00 Uhr in Columbus |   |             |           |
| Jamaika                               | – | Costa Rica  | 0:1 (0:0) |
| El Salvador                           | – | Kanada      | 0:1 (0:1) |
| 10. Juli 2009 um 19:00 Uhr in Miami   |   |             |           |
| Costa Rica                            | – | Kanada      | 2:2 (2:2) |
| El Salvador                           | – | Jamaika     | 0:1 (0:0) |

### Gruppe B
| Pl. | Land     | Sp. | S | U | N | Tore    | Diff. | Punkte |
| --- | -------- | --- | - | - | - | ------- | ----- | ------ |
| 1.  | USA      | 3   | 2 | 1 | 0 | 008:200 | +6    | 07     |
| 2.  | Honduras | 3   | 2 | 0 | 1 | 005:200 | +3    | 06     |
| 3.  | Haiti    | 3   | 1 | 1 | 1 | 004:300 | +1    | 04     |
| 4.  | Grenada  | 3   | 0 | 0 | 3 | 000:100 | −10   | 0      |

|                                          |   |          |           |
| 4. Juli 2009 um 16:00 Uhr in Seattle     |   |          |           |
| Honduras                                 | – | Haiti    | 1:0 (0:0) |
| Grenada                                  | – | USA      | 0:4 (0:2) |
| 8. Juli 2009 um 19:00 Uhr in Washington  |   |          |           |
| Haiti                                    | – | Grenada  | 2:0 (1:0) |
| USA                                      | – | Honduras | 2:0 (0:0) |
| 11. Juli 2009 um 19:00 Uhr in Foxborough |   |          |           |
| USA                                      | – | Haiti    | 2:2 (1:0) |
| Honduras                                 | – | Grenada  | 4:0 (4:0) |

### Gruppe C
| Pl. | Land       | Sp. | S | U | N | Tore    | Diff. | Punkte |
| --- | ---------- | --- | - | - | - | ------- | ----- | ------ |
| 1.  | Mexiko     | 3   | 2 | 1 | 0 | 005:100 | +4    | 07     |
| 2.  | Guadeloupe | 3   | 2 | 0 | 1 | 004:300 | +1    | 06     |
| 3.  | Panama     | 3   | 1 | 1 | 1 | 006:300 | +3    | 04     |
| 4.  | Nicaragua  | 3   | 0 | 0 | 3 | 000:800 | −8    | 0      |

|                                        |   |            |           |
| 5. Juli 2009 um 14:00 Uhr in Oakland   |   |            |           |
| Panama                                 | – | Guadeloupe | 1:2 (0:2) |
| 5. Juli 2009 um 16:00 Uhr in Oakland   |   |            |           |
| Nicaragua                              | – | Mexiko     | 0:2 (0:1) |
| 9. Juli 2009 um 19:00 Uhr in Houston   |   |            |           |
| Guadeloupe                             | – | Nicaragua  | 2:0 (0:0) |
| 9. Juli 2009 um 21:00 Uhr in Houston   |   |            |           |
| Mexiko                                 | – | Panama     | 1:1 (1:1) |
| 12. Juli 2009 um 14:00 Uhr in Glendale |   |            |           |
| Panama                                 | – | Nicaragua  | 4:0 (1:0) |
| 12. Juli 2009 um 16:00 Uhr in Glendale |   |            |           |
| Mexiko                                 | – | Guadeloupe | 2:0 (1:0) |

### Drittplatzierte
| Pl. | Land    | Sp. | S | U | N | Tore    | Diff. | Punkte |
| --- | ------- | --- | - | - | - | ------- | ----- | ------ |
| 1.  | Panama  | 3   | 1 | 1 | 1 | 006:300 | +3    | 04     |
| 2.  | Haiti   | 3   | 1 | 1 | 1 | 004:300 | +1    | 04     |
| 3.  | Jamaika | 3   | 1 | 0 | 2 | 001:200 | −1    | 03     |

## Finalrunde
| Viertelfinale Philadelphia, Pennsylvania und Arlington, Texas | Viertelfinale Philadelphia, Pennsylvania und Arlington, Texas | Viertelfinale Philadelphia, Pennsylvania und Arlington, Texas |         |            | Halbfinale Chicago, Illinois | Halbfinale Chicago, Illinois | Halbfinale Chicago, Illinois |  |  | Finale East Rutherford, New Jersey | Finale East Rutherford, New Jersey | Finale East Rutherford, New Jersey |
|                                                               |                                                               |                                                               |         |            |                              |                              |                              |  |  |                                    |                                    |                                    |
| A1                                                            | Kanada                                                        | 0                                                             |         |            |                              |                              |                              |  |  |                                    |                                    |                                    |
| B2                                                            | Honduras                                                      | 1                                                             |         |            |                              |                              |                              |  |  |                                    |                                    |                                    |
| B2                                                            | Honduras                                                      | 1                                                             |         | Honduras   | 0                            |                              |                              |  |  |                                    |                                    |                                    |
|                                                               |                                                               |                                                               |         | Honduras   | 0                            |                              |                              |  |  |                                    |                                    |                                    |
|                                                               |                                                               | USA                                                           | 2       |            |                              |                              |                              |  |  |                                    |                                    |                                    |
| B1                                                            | USA                                                           | USA                                                           | 2       | V2V        |                              |                              |                              |  |  |                                    |                                    |                                    |
| B1                                                            | USA                                                           |                                                               |         |            |                              |                              |                              |  |  |                                    |                                    |                                    |
| C3                                                            | Panama                                                        | 1                                                             |         |            |                              |                              |                              |  |  |                                    |                                    |                                    |
| C3                                                            | Panama                                                        | 1                                                             |         | USA        | 0                            |                              |                              |  |  |                                    |                                    |                                    |
|                                                               |                                                               |                                                               |         | USA        | 0                            |                              |                              |  |  |                                    |                                    |                                    |
|                                                               |                                                               | Mexiko                                                        | 5       |            |                              |                              |                              |  |  |                                    |                                    |                                    |
| C2                                                            | Guadeloupe                                                    | Mexiko                                                        | 5       | 1          |                              |                              |                              |  |  |                                    |                                    |                                    |
| C2                                                            | Guadeloupe                                                    |                                                               |         |            |                              |                              |                              |  |  |                                    |                                    |                                    |
| A2                                                            | Costa Rica                                                    | 5                                                             |         |            |                              |                              |                              |  |  |                                    |                                    |                                    |
| A2                                                            | Costa Rica                                                    | 5                                                             |         | Costa Rica | 1 (3)                        |                              |                              |  |  |                                    |                                    |                                    |
|                                                               |                                                               |                                                               |         | Costa Rica | 1 (3)                        |                              |                              |  |  |                                    |                                    |                                    |
|                                                               |                                                               | Mexiko                                                        | E1 (5)E |            |                              |                              |                              |  |  |                                    |                                    |                                    |
| C1                                                            | Mexiko                                                        | Mexiko                                                        | E1 (5)E | 4          |                              |                              |                              |  |  |                                    |                                    |                                    |
| C1                                                            | Mexiko                                                        |                                                               |         |            |                              |                              |                              |  |  |                                    |                                    |                                    |
| B3                                                            | Haiti                                                         | 0                                                             |         |            |                              |                              |                              |  |  |                                    |                                    |                                    |

V Sieg nach Verlängerung
E Sieg im Elfmeterschießen

### Viertelfinale
|                                            |   |            |                      |
| 18. Juli 2009 um 17:00 Uhr in Philadelphia |   |            |                      |
| Kanada                                     | – | Honduras   | 0:1 (0:1)            |
| 18. Juli 2009 um 20:00 Uhr in Philadelphia |   |            |                      |
| USA                                        | – | Panama     | 2:1 n. V. (1:1, 0:1) |
| 19. Juli 2009 um 15:00 Uhr in Arlington    |   |            |                      |
| Guadeloupe                                 | – | Costa Rica | 1:5 (0:2)            |
| 19. Juli 2009 um 18:00 Uhr in Arlington    |   |            |                      |
| Mexiko                                     | – | Haiti      | 4:0 (2:0)            |

### Halbfinale
|                                       |   |        |                                 |
| 23. Juli 2009 um 19:00 Uhr in Chicago |   |        |                                 |
| Honduras                              | – | USA    | 0:2 (0:1)                       |
| 23. Juli 2009 um 22:00 Uhr in Chicago |   |        |                                 |
| Costa Rica                            | – | Mexiko | 1:1 n. V. (1:1, 0:0), 3:5 i. E. |

### Finale
| USA                                               | USA | Mexiko | Mexiko |
| ------------------------------------------------- | --- | --- | ------ |
| USA                                               | \| 26. Juli 2009 in Giants Stadium (East Rutherford) \| \| Ergebnis: 0:5 (0:0) \| \| Zuschauer: 79.156 \| \| Schiedsrichter: Courtney Campbell ( Jamaika) \|                                                                                     | \| 26. Juli 2009 in Giants Stadium (East Rutherford) \| \| Ergebnis: 0:5 (0:0) \| \| Zuschauer: 79.156 \| \| Schiedsrichter: Courtney Campbell ( Jamaika) \| | Mexiko |
| USA                                               | Troy Perkins – Chad Marshall, Clarence Goodson, Jay Heaps, Heath Pearce, Logan Pause (63. Santino Quaranta), Kyle Beckerman (80. Sam Cronin), Robbie Rogers, Stuart Holden, Davy Arnaud (63. Kenny Cooper), Brian Ching Cheftrainer: Bob Bradley | Guillermo Ochoa – José Antonio Castro González (89. Carlos Esquivel), Jonny Magallón, Fausto Pinto, Juan Carlos Valenzuela, Efraín Juárez, Gerardo Torrado, Israel Castro, Alberto Medina (46. Carlos Vela), Miguel Sabah (70. Guillermo Franco), Giovani dos Santos Cheftrainer: Javier Aguirre | Mexiko |
| USA                                               | 0:1 Gerardo Torrado (56., Elfmeter) 0:2 Giovani dos Santos (62.) 0:3 Carlos Vela (67.) 0:4 José Antonio Castro González (79.) 0:5 Guillermo Franco (90.)                                                                                         | | Mexiko |
| USA                                               | Jay Heaps (24.), Logan Pause (26.), Kenny Cooper (90.) | Alberto Medina (45.), Guillermo Franco (72.) | Mexiko |
| USA                                               | Jay Heaps (88.) | | Mexiko |
| 26. Juli 2009 in Giants Stadium (East Rutherford) | | |        |
| Ergebnis: 0:5 (0:0)                               | | |        |
| Zuschauer: 79.156                                 | | |        |
| Schiedsrichter: Courtney Campbell ( Jamaika)      | | |        |

## Schiedsrichter
- Paul Ward
- Wálter Quesada
- Joel Aguilar
- Walter López
- Óscar Moncada
- José Pineda
- Courtney Campbell
- Benito Archundia
- Marco Antonio Rodríguez Moreno
- Roberto García Orozco
- Roberto Moreno
- Enrico Wijngaarde
- Geoffrey Hospedales
- Neal Brizan
- Jair Marrufo
- Terry Vaughn

## Beste Torschützen
| Rang | Spieler      | Tore |
| ---- | ------------ | ---- |
| 1    | Miguel Sabah | 4    |
| 2    | Blas Pérez   | 3    |

Hinzu kommen 14 Spieler mit je zwei und 31 Spieler mit je einem Tor.

## Auszeichnungen
| Torschützenkönig | Most Valuable Player | Bester Torhüter | Fair Play Award |
| ---------------- | -------------------- | --------------- | --------------- |
| Miguel Sabah     | Giovani dos Santos   | Keylor Navas    | USA             |

Mannschaft des Turniers
| Torhüter                     | Abwehr                                                                                     | Mittelfeld                                                                                     | Stürmer                                                         |
| ---------------------------- | ------------------------------------------------------------------------------------------ | ---------------------------------------------------------------------------------------------- | --------------------------------------------------------------- |
| Keylor Navas Guillermo Ochoa | Michael Klukowski Freddy Fernández Fausto Pinto Luis Moreno Clarence Goodson Chad Marshall | Julian de Guzmán Celso Borges Stephane Auvray Gerardo Torrado Giovani dos Santos Stuart Holden | Álvaro Saborío Walter Julián Martínez Miguel Sabah Kenny Cooper |